# Cathedral of Saint John the Divine

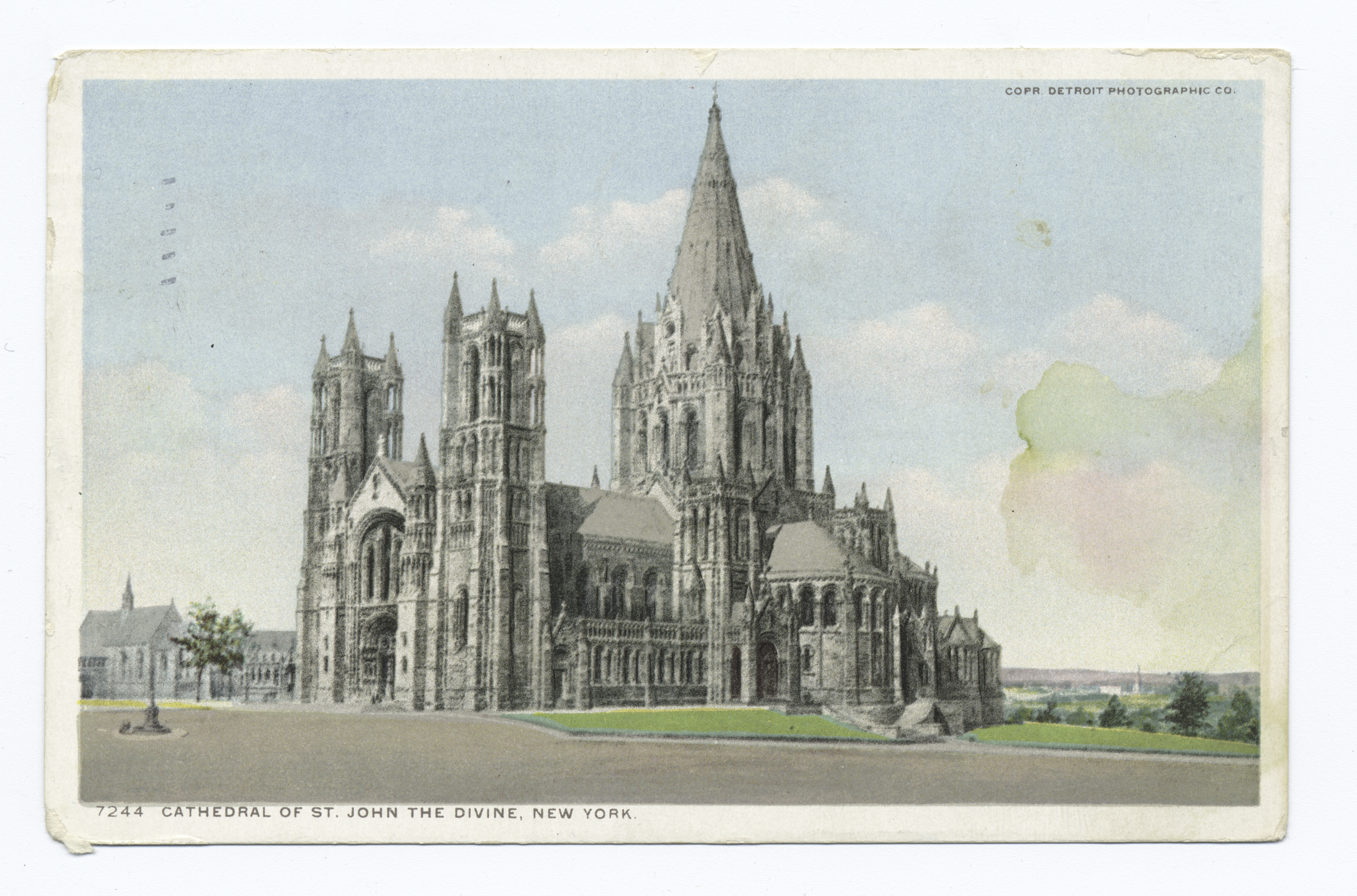
Entwurf der Kathedrale von Heins & LaFarge, Architects (1891)

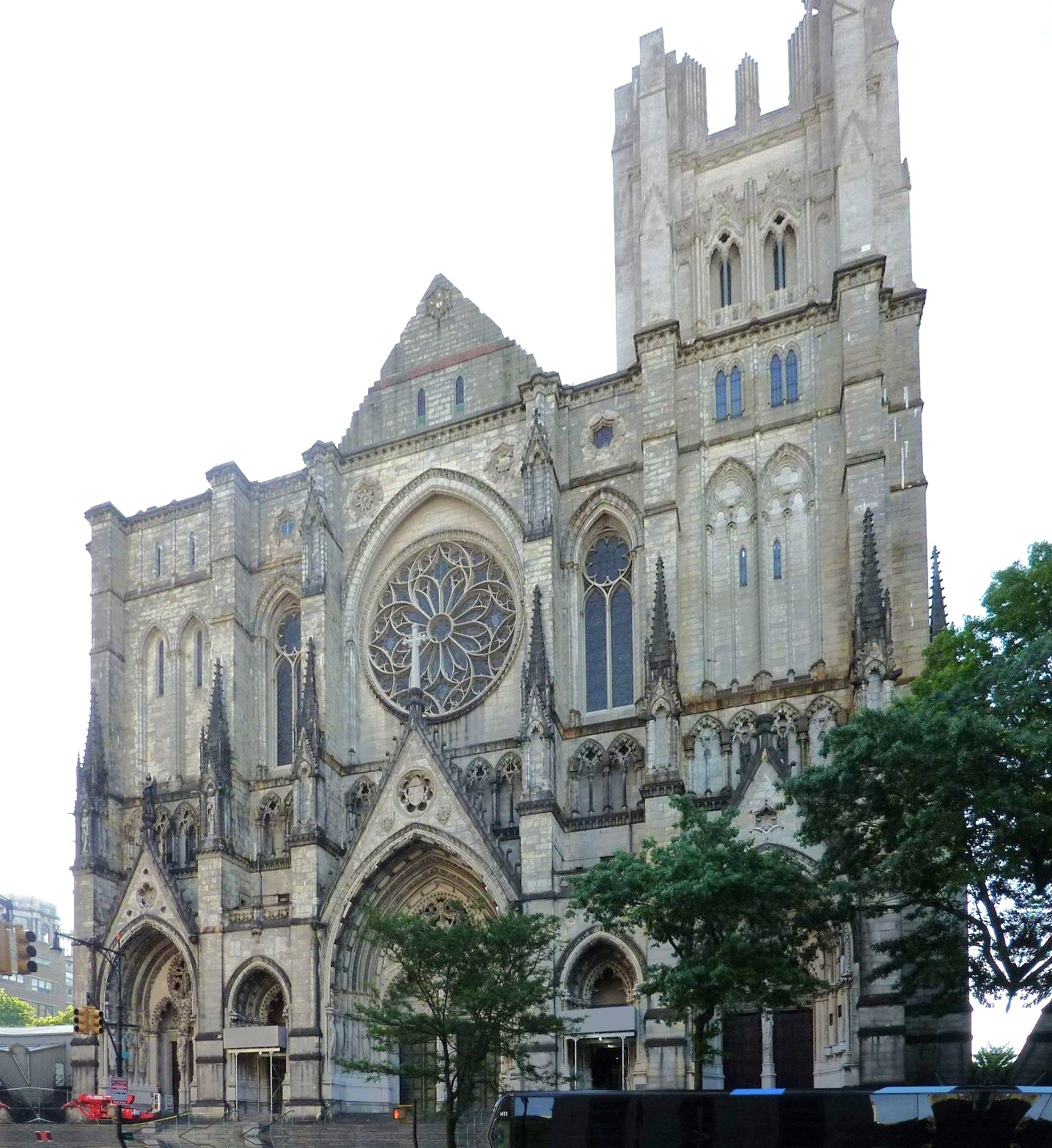
Westfassade

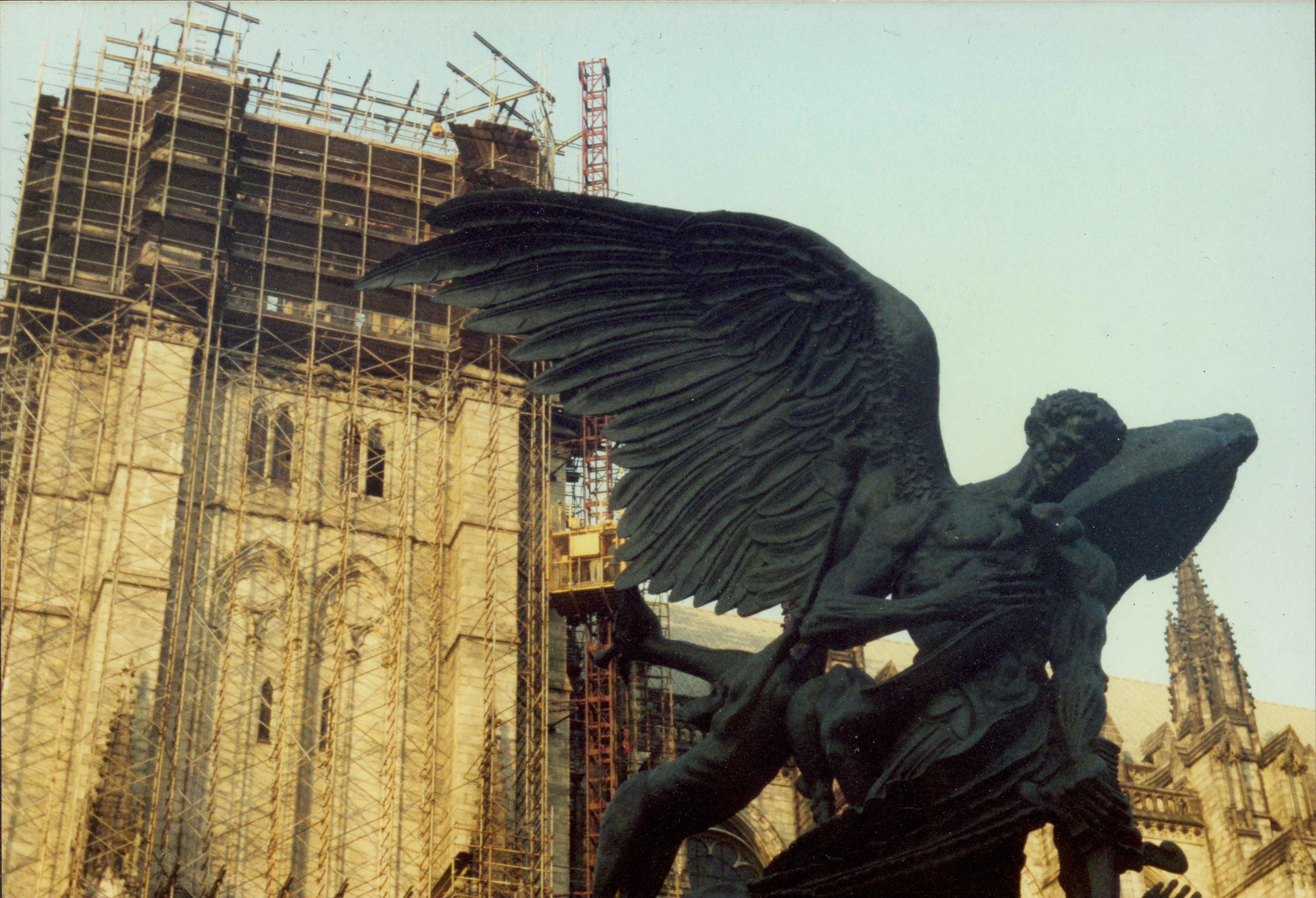
Südansicht

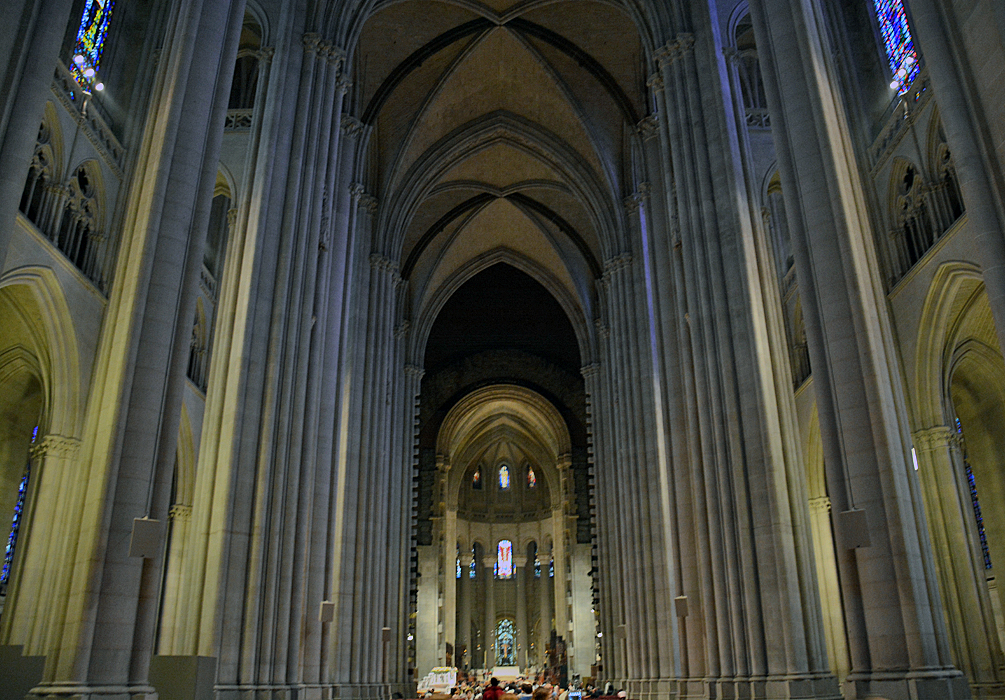
Hauptschiff

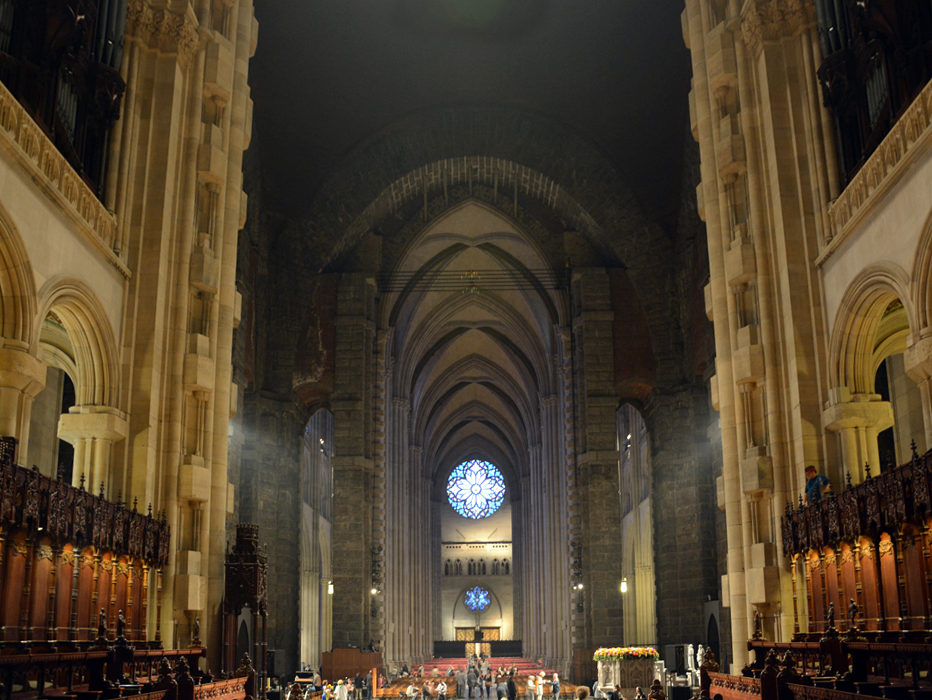
Blick vom Chor ins Hauptschiff

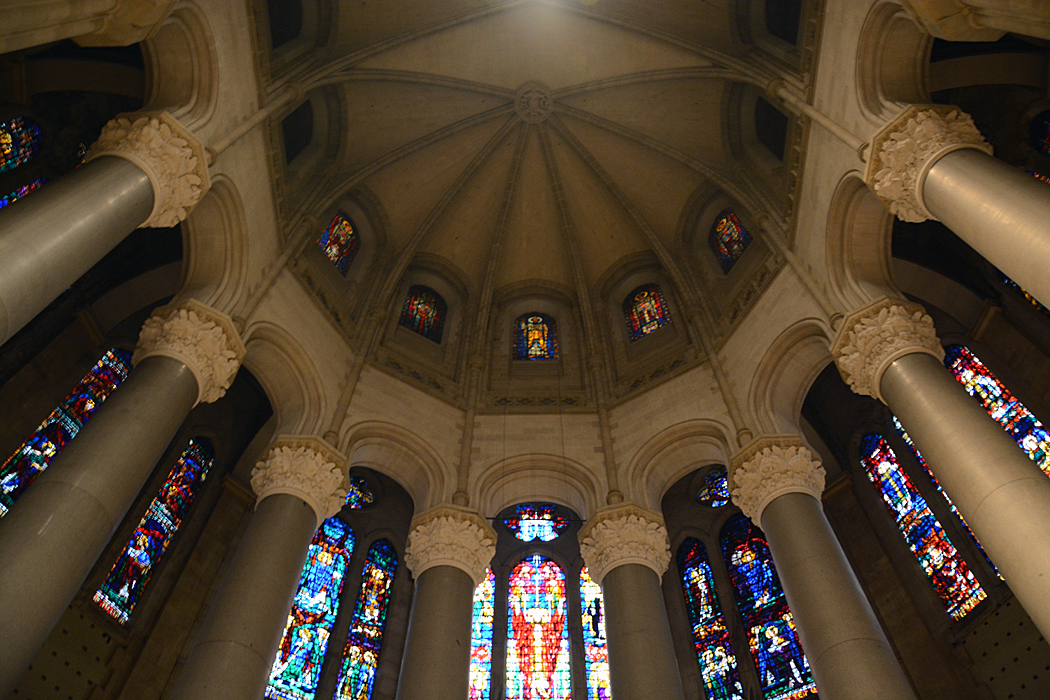
Im Chor

Die Cathedral Church of Saint John the Divine in the City and Diocese of New York ist die Kathedrale der Episcopal Diocese of New York und Sitz ihres Bischofs. Sie befindet sich im New Yorker Viertel Morningside Heights in der Upper West Side an der Amsterdam Avenue Ecke West 112th Street. Titelheiliger der Kathedrale ist der heilige Johannes, wobei Saint John the Divine den Verfasser der Offenbarung des Johannes meint.

## Geschichte
Bischof Horatio Potter sprach 1872 das Thema der Errichtung einer Kathedrale an, worauf diese einstimmig beschlossen wurde und 1873 die Gründungsurkunde für die Kathedrale zu St. John the Divine ausgestellt wurde. 1888 wurde das 5,25 Hektar große Areal für die Kathedrale ausgewählt, auf dem am 27. Dezember 1892 am Tag des Heiligen Johannes der Grundstein gelegt wurde. Der Entwurf von George Lewis Heins und John LaFarge sah einen byzantinisch-romanischen Stil vor, der jedoch von Ralph Cram 1911 im Stil der Neugotik abgeändert wurde, nachdem die große Kuppel 1909 von Rafael Guastavino fertiggestellt worden war. Mit 11.240 m² Grundfläche, einem Volumen von 476.350 m³ und einer Länge von 183,2 m ist sie die größte anglikanische Kirche und nach dem Petersdom, der Basilika Notre-Dame de la Paix und der Kathedrale von Sevilla die viertgrößte christliche Kirche der Welt.
John the Divine sollte die größte Kirche werden, sie ist aber erst zu zwei Dritteln fertiggestellt. Die Bauarbeiten sind 1999 vorläufig aus Geldmangel eingestellt worden. Auch von 1941 bis 1979 hatten die Arbeiten geruht. Am frühen Morgen des 18. Dezember 2001 zerstörte ein Feuer das nördliche Querschiff, der Brand brach im Bereich eines Souvenirstandes aus. 2003 begann die Restaurierung der Kirche.
Auffallend ist der von dem zeitgenössischen Künstler Keith Haring gestaltete Altar.
Während der COVID-19-Pandemie wurde 2020 das Kirchenschiff als Behelfskrankenhaus des benachbarten Mount Sinai Morningside Hospital für mindestens 200 Patienten genutzt. Die darunter liegende Krypta diente damals als Bereitstellungsraum für die behandelnden Ärzte.

## Orgel
Die Orgel geht zurück auf ein Instrument, das 1906–10 von der Orgelbaufirma Ernest M. Skinner Company als opus 150 erbaut worden war. 1954 wurde das Instrument von der Aeolian-Skinner Company unter Federführung von George Donald Harrison als opus 150A im Sinne der „American Classic“ klanglich umgestaltet und erheblich erweitert. Nachdem das Instrument, das bei einem Brand im Vierungsbereich im Jahre 2001 erheblichen Schaden durch Rauch und Ruß davongetragen hatte, lange Zeit stumm blieb, wurde es zuletzt im Jahre 2008 von der Orgelbaufirma Quimby Pipe Organs Inc., Warrensburg (Missouri), umfassend überarbeitet und restauriert. Seitdem verfügt die Orgel über 151 Pfeifenreihen (101 selbständige Register sowie einige Transmissionen und Auszüge) und 8.514 Pfeifen. Sie zählt zu den bekanntesten Orgeln der Welt.
Unter den Organisten und Kantoren, die hier fest beschäftigt waren, befinden sich namhafte Persönlichkeiten wie zum Beispiel Paul Halley (1977 bis ca. 1980).
| I Choir Organ C–c3 |        |
| Sanftbass          | 16′    |
| Viola Pomposa      | 8′     |
| Viola Celeste      | 8′     |
| Concert Flute      | 8′     |
| Nason Flute        | 8′     |
| Dolcan             | 8′     |
| Dolcan Celeste     | 8′     |
| Dulcet II          | 8′     |
| Principal          | 4′     |
| Koppelflöte        | 4′     |
| Rohr Nasat         | 2 ⁄3′  |
| Blockflöte         | 2′     |
| Terz               | 1 3⁄5′ |
| Larigot            | 1 ⁄3′  |
| Sifflöte           | 1′     |
| Grave Mixtur III   | 1 ⁄3′  |
| Zimbel III         | 1⁄3′   |
| English Horn       | 16′    |
| Cromorne           | 8′     |
| Clarinet           | 8′     |
| Trompete           | 4′     |
| Tremulant          |        |
| Tuba Major         | 8′     |
| Tuba Clarion       | 4′     |

| II Great Organ C–c4      |        |
| Montre                   | 16′    |
| Quintaten                | 16′    |
| Principal                | 8′     |
| Diapason                 | 8′     |
| Viola                    | 8′     |
| Hohl Flöte               | 8′     |
| Holz Gedeckt             | 8′     |
| Erzähler                 | 8′     |
| Quintaten                | 8′     |
| Quinte                   | 5 1⁄3′ |
| Principal                | 4′     |
| Octave                   | 4′     |
| Spitzflöte               | 4′     |
| Flute Couverte           | 4′     |
| Grosse Tierce            | 3 1⁄5′ |
| Twelfth                  | 2 ⁄3′  |
| Doublette                | 2′     |
| Fifteenth                | 2′     |
| Sesquialtera II          | 2 ⁄3′  |
| Plein Jeu III-VI         | 2′     |
| Grande Fourniture V-VIII | 2′     |
| Kleine Mixtur IV         | 1 ⁄3′  |
| Cymbel III               | 1⁄2′   |
| Fagot                    | 16′    |

| III Swell Organ C–c4 |      |
| Contra Gamba         | 16′  |
| Bourdon              | 16′  |
| Geigen Principal     | 8′   |
| Viole de Gambe       | 8′   |
| Viole Celeste        | 8′   |
| Salicional           | 8′   |
| Voix Celeste         | 8′   |
| Gedeckt              | 8′   |
| Flauto Dolce         | 8′   |
| Flute Celeste        | 8′   |
| Unda Maris II        | 8′   |
| Prestant             | 4′   |
| Violina              | 4′   |
| Flauto Traverso      | 4′   |
| Octavin              | 2′   |
| Plein Jeu IV         | 2′   |
| Scharff III-IV       | 2⁄3′ |
| Double Trumpet       | 16′  |
| Contra Fagotto       | 16′  |
| Cornopean            | 8′   |
| Trompette            | 8′   |
| Oboe                 | 8′   |
| Voix Humaine         | 8′   |
| Octave Trumpet       | 4′   |
| Clarion              | 4′   |
| Tremulant            |      |

| IV Solo Organ C–c4 |    |
| Diapason           | 8′ |
| Flauto Mirabilis   | 8′ |
| Harmonic Flute     | 8′ |
| Cello              | 8′ |
| Cello Celeste      | 8′ |
| Hohlpfeife         | 4′ |
| Doppelflöte        | 2′ |
| Flugel Horn        | 8′ |
| French Horn        | 8′ |
| Corno di Bassetto  | 8′ |
| Vox Baryton        | 8′ |
| Tremulant          |    |
| Zimbelstern        |    |
| Tuba Major         | 8′ |
| Tuba Clarion       | 4′ |

| Bombarde Organ C–c4  |     |
| Tierce Mixture V-IX  | 1′  |
| Bombarde             | 16′ |
| Trompette Harmonique | 8′  |
| Clarion Harmonique   | 4′  |

| West End Organ C–c4 |    |
| State Trumpet       | 8′ |

| Pedal Organ C–g1 |     |
| Open Bass        | 32′ |
| Contra Violone   | 32′ |
| Open Bass        | 16′ |
| Contre Basse     | 16′ |
| Subbass          | 16′ |
| Violone          | 16′ |
| Montre           | 16′ |
| Contra Gamba     | 16′ |
| Bourdon          | 16′ |
| Sanftbass        | 16′ |

| (Fortsetzung Pedal) |         |
| Quintaten           | 10 2⁄3′ |
| Quintaten           | 8′      |
| Principal           | 8′      |
| Open Flute          | 8′      |
| Montre              | 8′      |
| Spitzflöte          | 8′      |
| Pommer Gedeckt      | 8′      |
| Quintaton           | 8′      |
| Cello III           | 8′      |

| (Fortsetzung Pedal) |        |
| Quinte              | 5 1⁄3′ |
| Choral Bass         | 4′     |
| Montre              | 4′     |
| Nachthorn           | 4′     |
| Blockflöte          | 2′     |
| Mixtur III          | 2 ⁄3′  |
| Scharff IV          | 1 ⁄3′  |

| (Fortsetzung Pedal) |     |
| Contre Ophicleide   | 32′ |
| Contre Bombarde     | 32′ |
| Ophicleide          | 16′ |
| Bombarde            | 16′ |
| Contra Fagotto      | 16′ |
| Trumpet             | 8′  |
| Bombarde            | 8′  |
| Clarion             | 4′  |
| Rohr Schalmei       | 2′  |